# Ягодная (Курганская область)

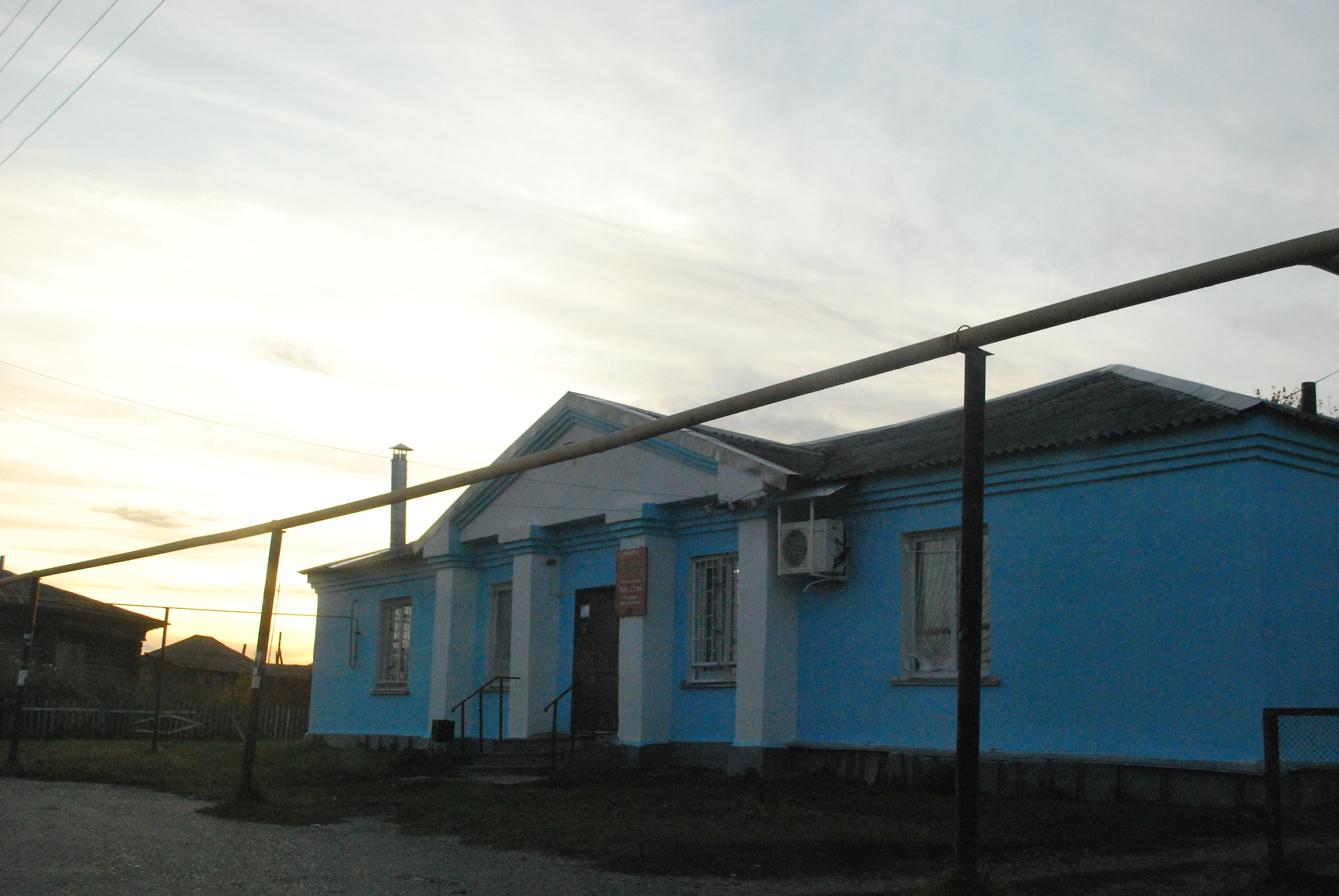
Здание

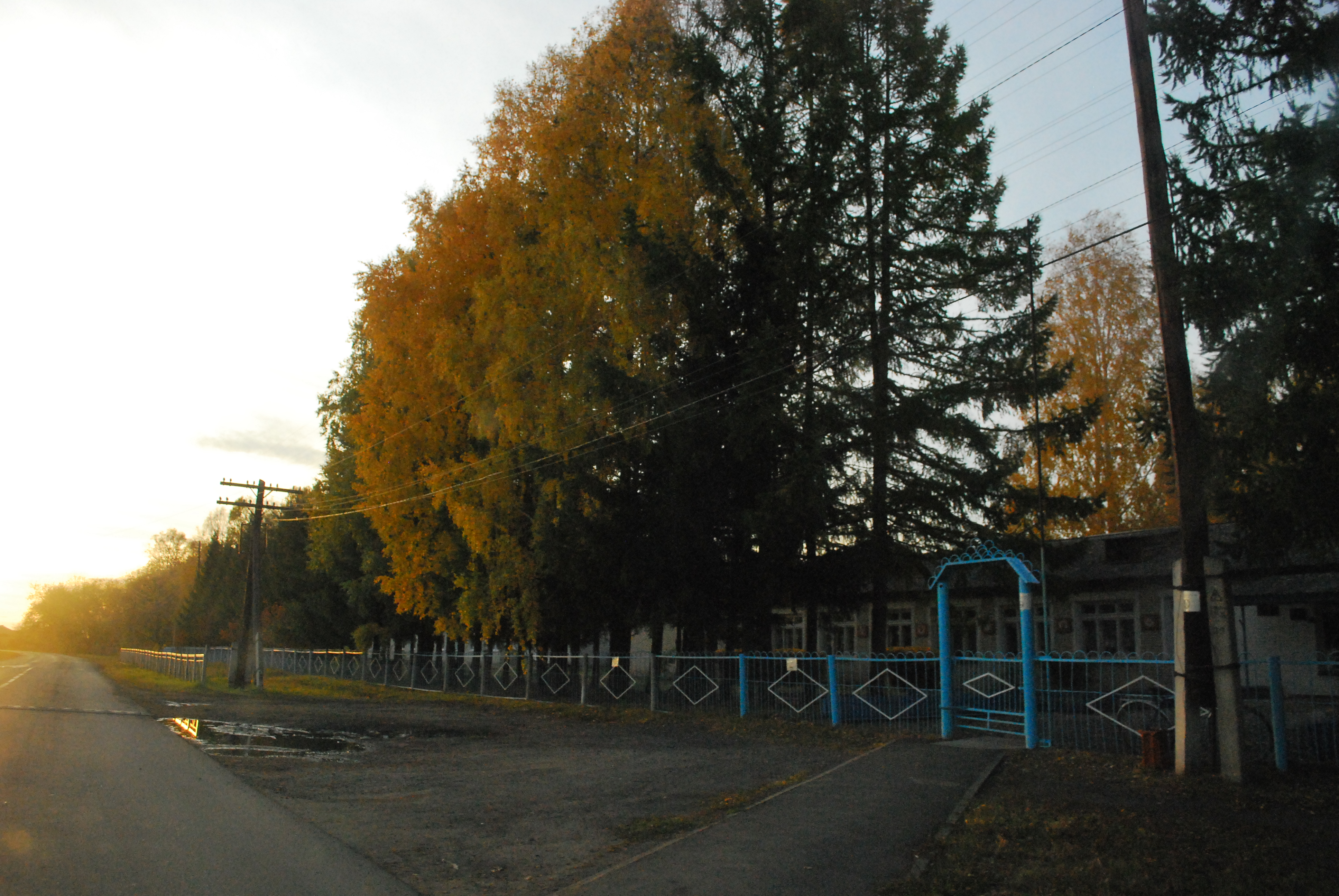
Здание

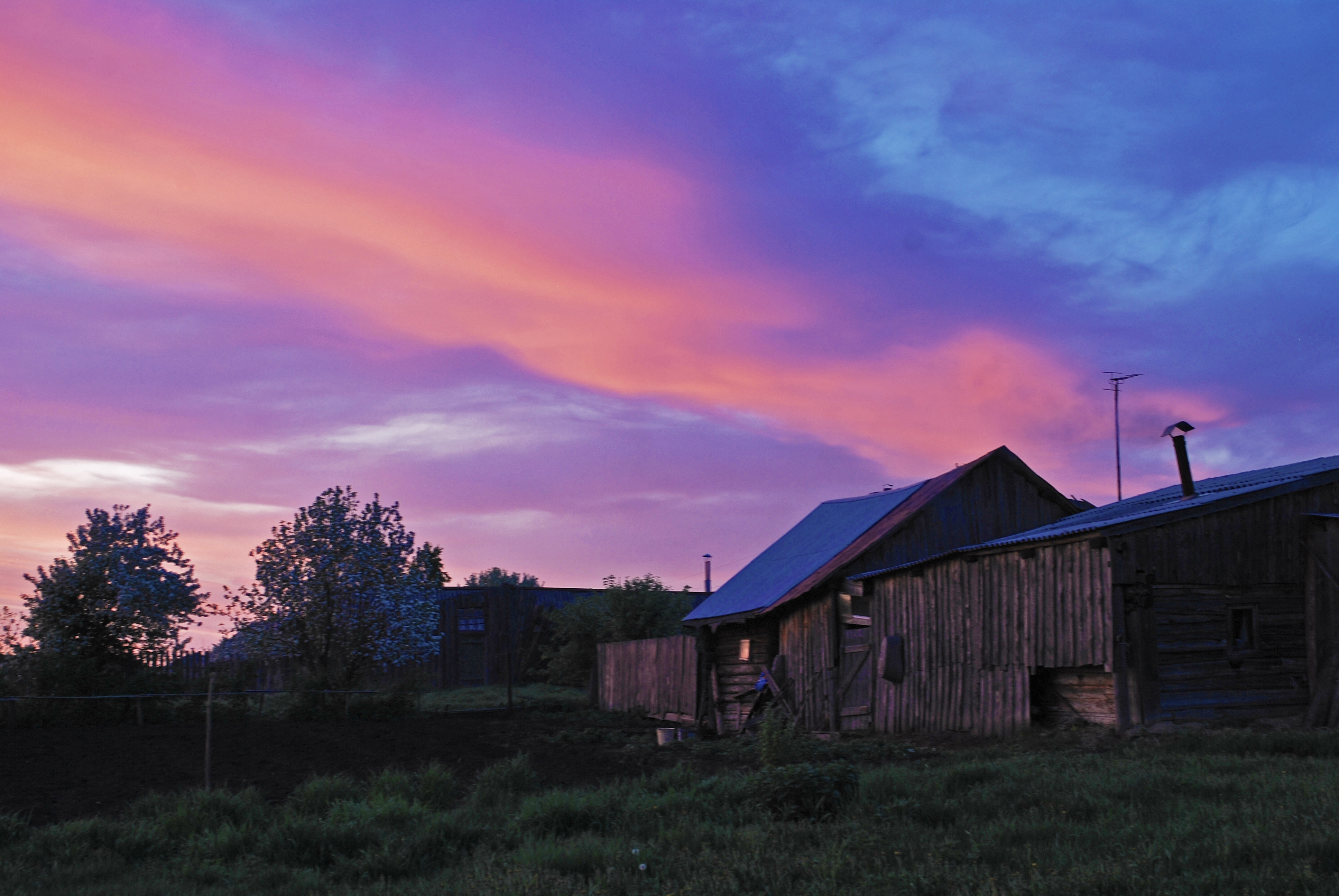
Частный дом

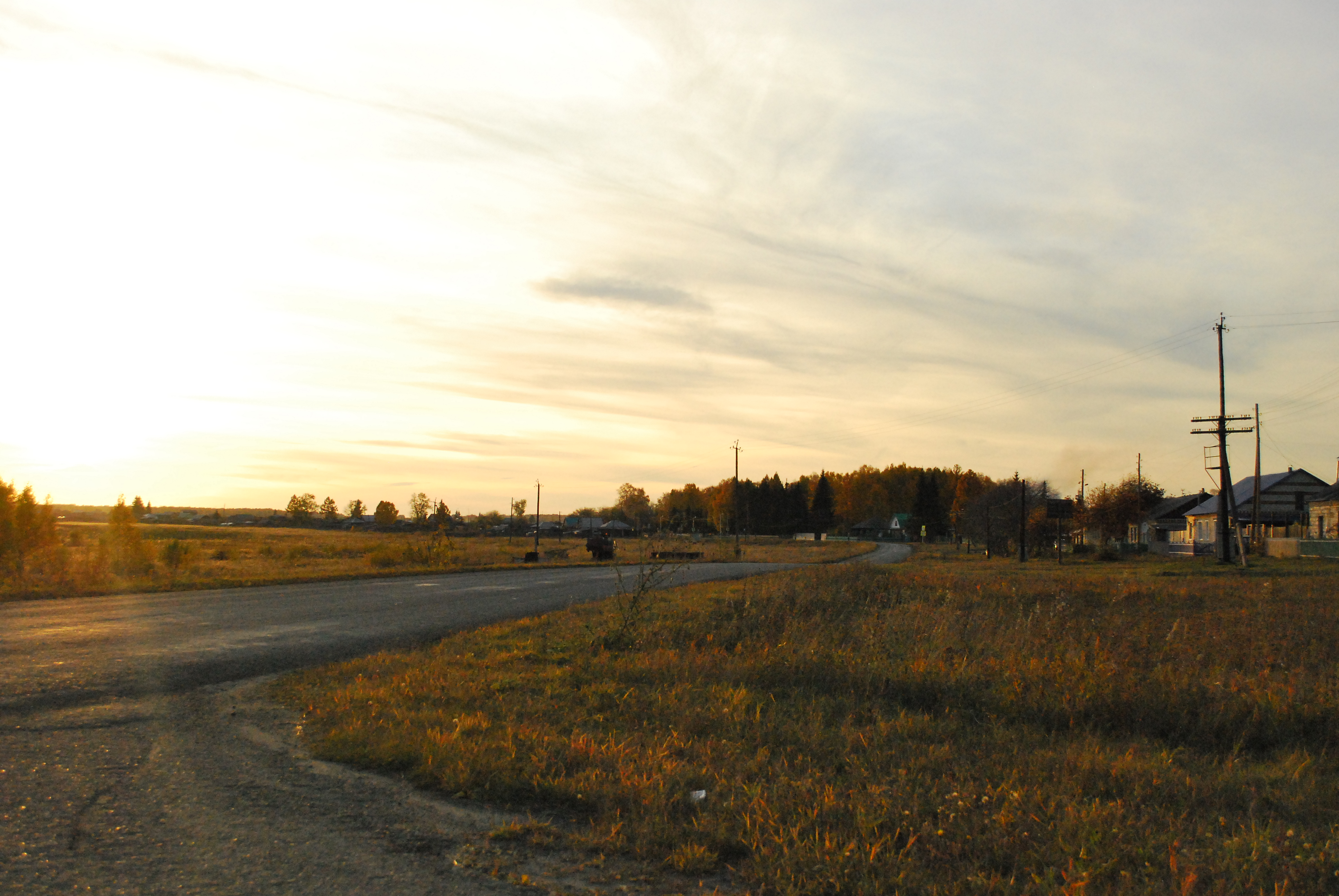
Дорога возле деревни

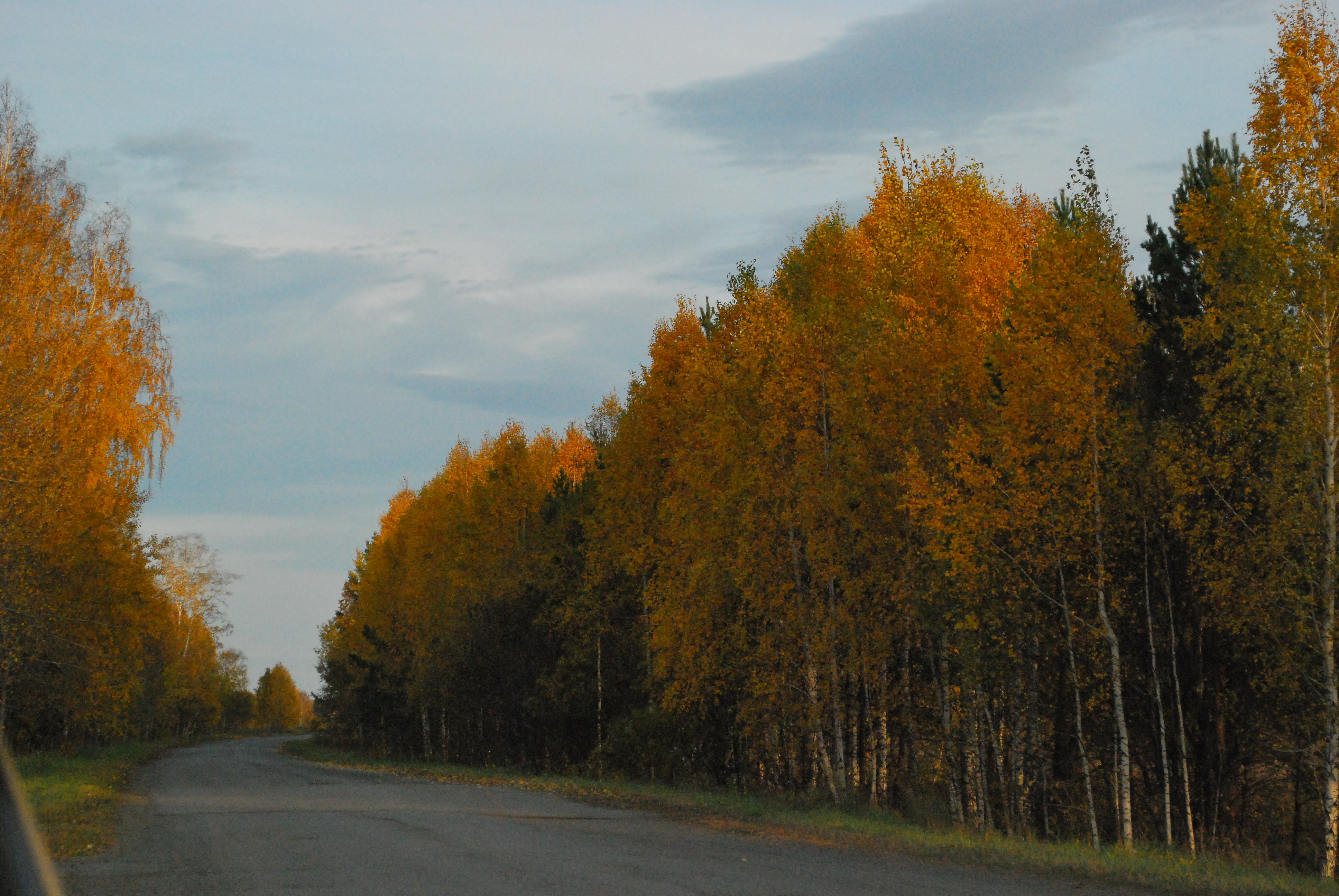
Дорога

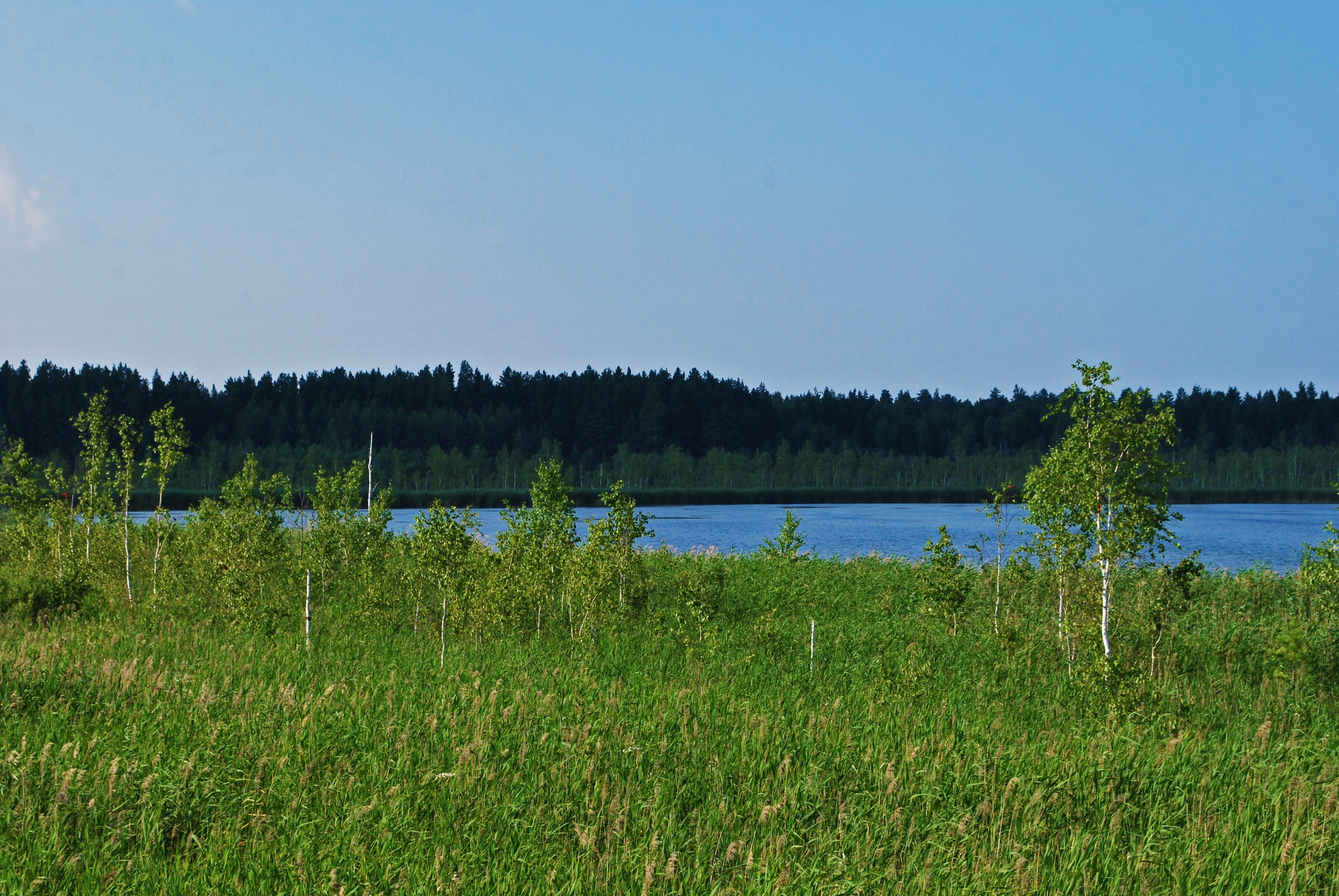
Озеро Подборное, расположено в 2 км к северо-западу от д. Ягодной

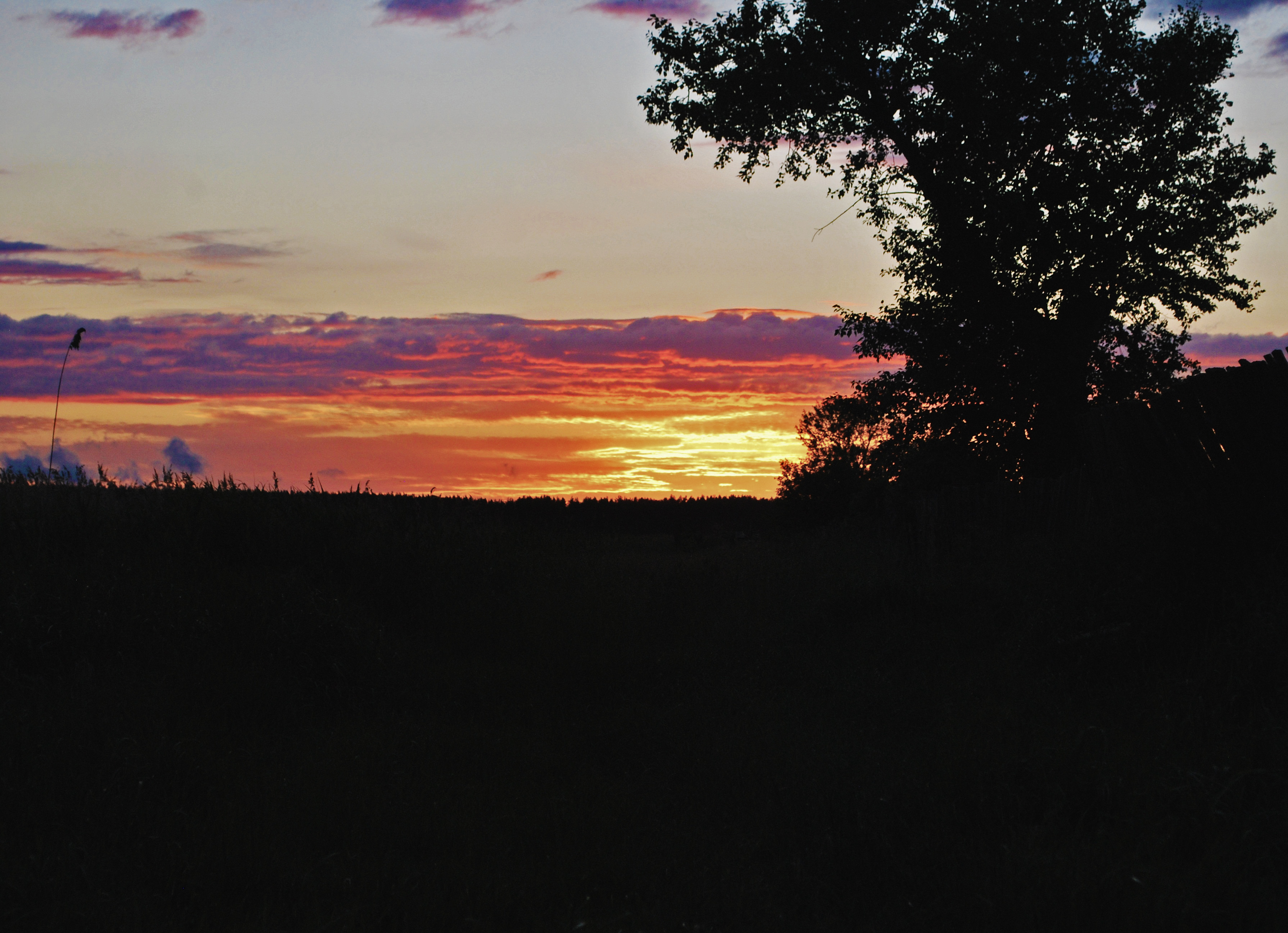
Закат/рассвет

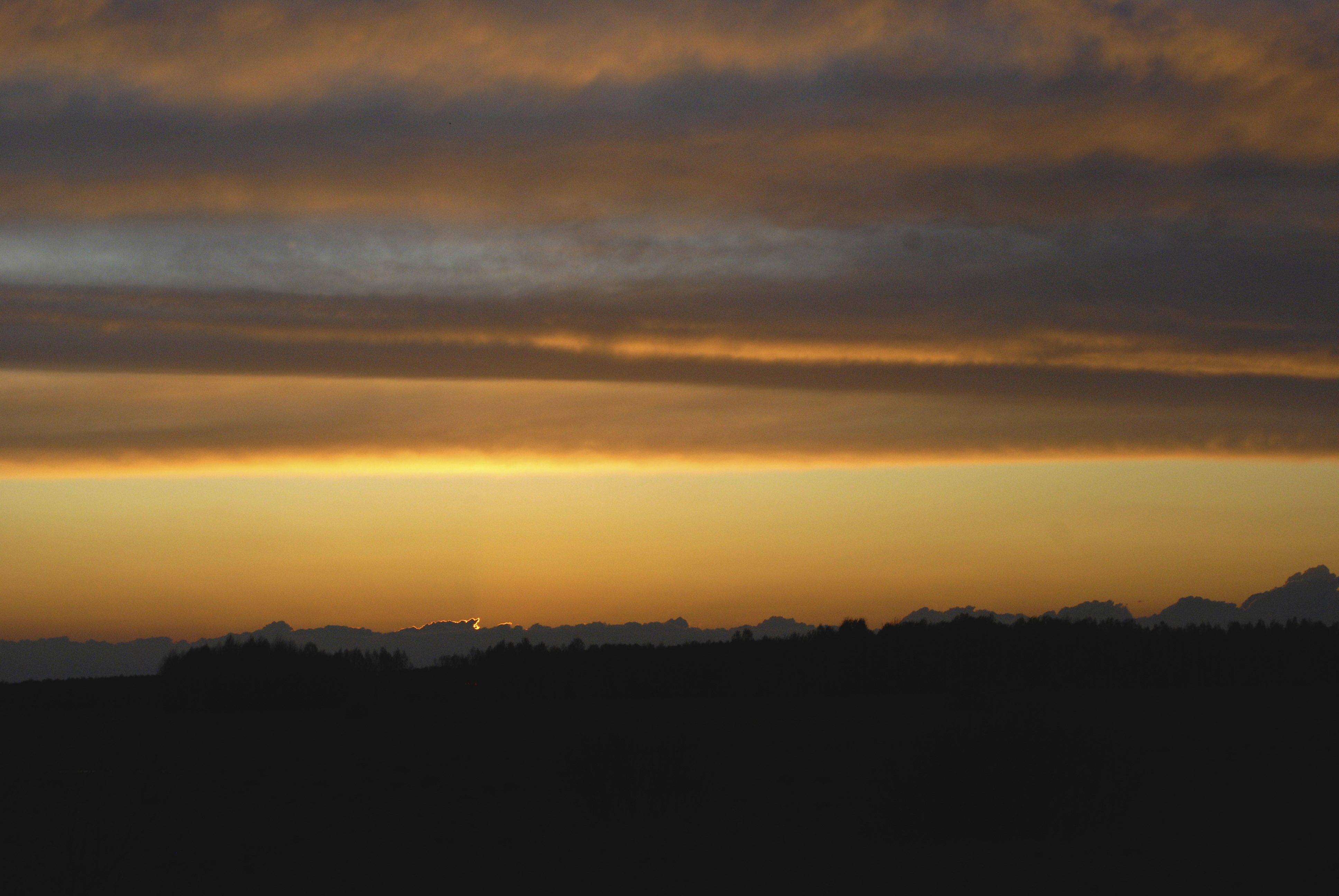
Закат/рассвет

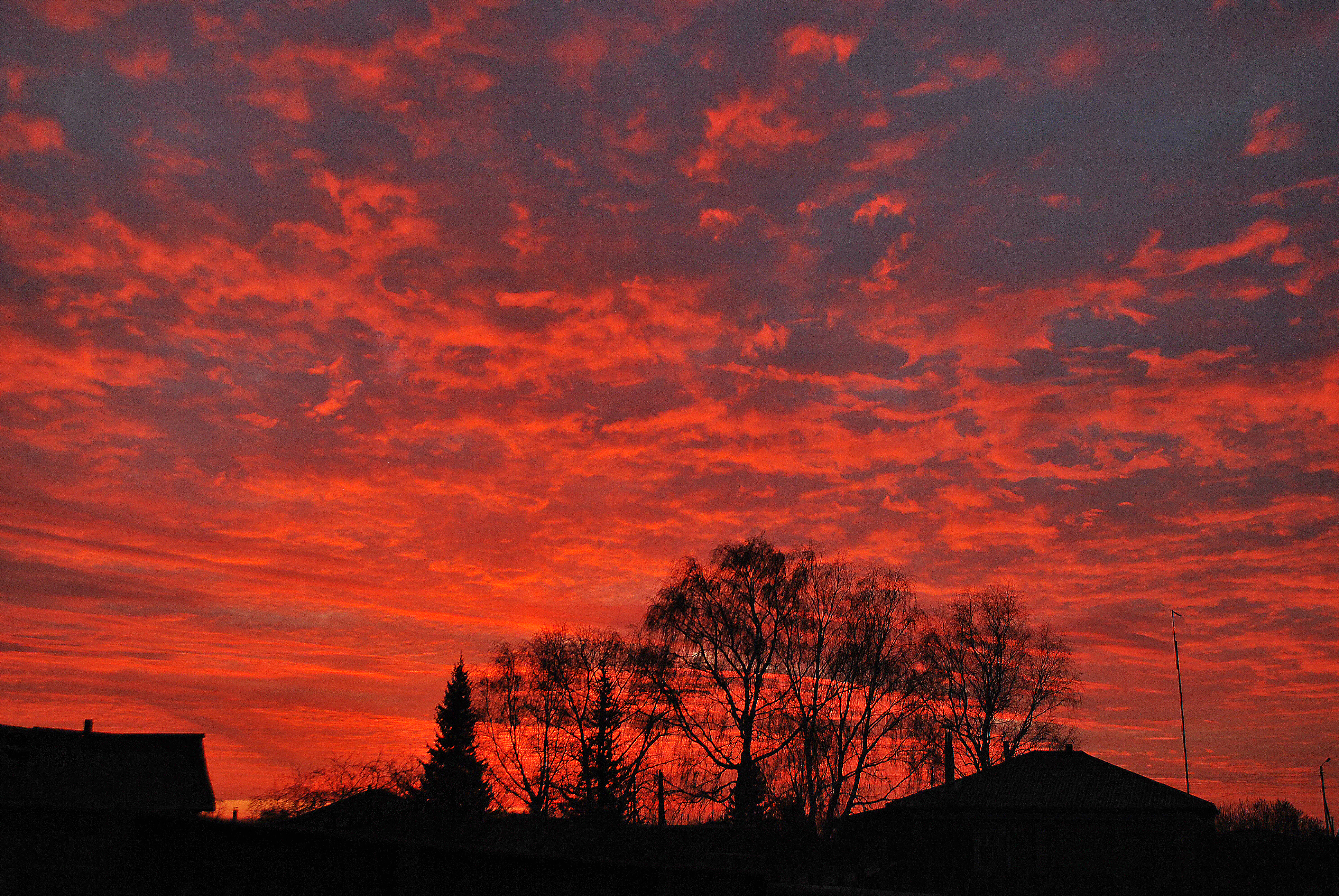
Закат/рассвет

Закат/рассвет

Ягодная (Могильное (до 1924), Второе Могильное (1924—1964)) — деревня в Белозерском муниципальном округе (районе) Курганской области.  Российской Федерации.

## География
Расположено на восточном берегу озера Могильное, к западу от болота, в 43 км (60 км по автодороге) к северо-западу от райцентра с. Белозерского и в 74 км (93 км по автодороге) к северу от г. Кургана.

### Часовой пояс
Ягодная, как и вся Курганская область, находится в часовой зоне МСК+2. Смещение применяемого времени относительно UTC составляет +5:00.

## История
Деревня Могильная Чимеевской слободы появилась между 1763 и 1782 годами.
С 1782 года деревня входила в Чимеевскую волость Курганского округа Тобольской губернии, между 1873 и 1884 годами, переименованную в Брылинскую волость. Со 2 июня 1898 года — волость Курганского уезда Тобольской губернии.
В июне 1918 года установлена белогвардейская власть.
В середине августа 1919 года установлена советская власть. 16 августа 1919 года красный 2-й батальон 266-го рабочего имени Малышева полка выступил из с. Першина на д. Стенникову, где занял оборону белый 69-й Сибирский полк с батареей из трех 76-мм орудий.
В 1919 году образован Могилевский сельсовет. В ноябре 1923 года образован Чашинский район, в котором оказалось два Могилевских сельсовета с центрами в деревнях Могильное. Находившийся ближе к райцентру сельсовет стал называться Первомогилевским (Могилевский-1) с центром в д. Первое Могильное (Могиленская 1-я, ныне Рыбная), а другой — Второмогилевским (Могилевский-2) с центром в д. Второе Могильное (Могиленское 2-я, ныне Ягодная).
27 августа 1962 года Могилевский и Лебяжьевский сельсоветы объединены в Чимеевский сельсовет.
Решением Курганского облисполкома № 267 от 29 июля 1963 года деревня Могильное № 2 Чимеевского сельсовета переименована в деревню Ягодная.
5 июня 1964 года Указом Президиума Верховного Совета РСФСР деревня Второе Могильное переименована в Ягодную.
18 марта 1975 года Чимеевский сельсовет переименован в Ягоднинский сельсовет.
В годы советской власти жители работали в колхозе «Искра», затем в колхозе «Октябрь».
9 января 2022 года Ягоднинский сельсовет упразднён в связи с преобразованием муниципального района в муниципальный округ.

## Население
| 1782 | 1795  | 1816  | 1834 | 1850 | 1858 | 1869 |
| ---- | ----- | ----- | ---- | ---- | ---- | ---- |
| 311  | ↗377  | ↗472  | ↗592 | ↗627 | ↗726 | ↗756 |
| 1893 | 1912  | 1926  | 1989 | 2002 | 2010 |      |
| ↗909 | ↗1066 | ↗1256 | ↘751 | ↘659 | ↘522 |      |

Национальный состав
- По переписи населения 2002 года проживало 659 человек, из них русские — 96 %.
- По переписи населения 1926 года проживало 1256 человек, из них русские 1252 чел., мадьяры (венгры) 4 чел.

## Общественно-деловая зона
В 1910 году было открыто по линии министерства народного просвещения одноклассное сельское училище. В 1924 году училище получило статус начальной четырёхклассной школы. В 1932 году открыта неполная средняя школа. В 1961 году семилетка была преобразована в восьмилетнюю школу. В 1989 году школа стала девятилетней. 26 июня 1990 года открыта средняя общеобразовательная школа, ныне муниципальное казенное образовательное учреждение «Ягоднинская средняя общеобразовательная школа имени В. М. Петрякова». Валерий Михайлович Петряков с 1970 по 2007 годы был директором этой школы.
В деревне есть дошкольное образовательное учреждение «Ягоднинский детский сад».
В 1969 году установлен обелиск, увенчанный пятиконечной звездой. Рядом установлены плиты с фамилиями, погибших в Великой Отечественной войне. В 2008 году он был обновлён.
Ягоднинский сельский Дом культуры, здание построено в 1962 году.
В северной части деревни расположено кладбище.

## Памятник природы
Памятник природы регионального значения «Рябиновый Дол», расположен в 1 км севернее д. Ягодное. Редко встречающееся в лесостепной зоне растительное сообщество — сосновый лес с подлеском из рябины. Отмечены редкие виды растений, нуждающиеся в охране: венерины башмачки настоящий и крапчатый, вероника широколистная, гроздовник виргинский, гудайера ползучая, купальница европейская. Площадь — 126,6 га.

## Известные жители

### Первопоселенцы
Ревизская сказка Чимеевской слободы, 1782 год. Список глав семей:
- из Чимеевской слободы:
  - Осип Федоров сын Пелменев,
  - бежавшего Никиты Ослоповского жена Анна Фролова дочь,
  - вдова умершего Филиппа Сорокина жена Федосья Иванова дочь,
  - Дмитрий Ильин сын Сорокин,
  - Герасим Васильев сын Бородин,
  - Алексей Иванов сын Бородин,
  - Прокопий Иванов сын Бородин,
  - умершего Егора Бородина жена Федора Михайлова дочь,
  - Иван Семенов сын Бородин,
  - Яков Васильев сын Гришанов,
  - Устин Григорьев сын Гришанов;
- из Терсюцкой слободы:
  - вдова умершего Федота Тюменцева жена Федосья Васильева дочь,
  - вдова умершего Федора Широносова жена Фекла Сидорова дочь,
  - Сидор Михаилов Жижин,
  - Трофим Родионов сын Шерстобитов;
- из деревни Кокуйской:
  - Иван Моисеев сын Благинин,
  - Иван Фомин сын Третьяков;
- из деревни Харламовой:
  - Иван Игнатьев сын Овечкин,
  - вдова умершего Конона Овечкина жена Марина Иванова дочь;
- из деревни Усть-Терсюцкой:
  - Гаврило Софонов сын Занадолбной,
  - Матей Марков сын Занадолбной,
  - Иван Федоров сын Занадолбной,
  - вдова Степанида Иванова дочь Занадолбных,
  - Матвей Федоров сын Бегунов,
  - Иван Ларионов сын Лябов,
  - Федот Ларионов сын Лябов,
  - Яков Андреев сын Благинин;
- из села Камышенского:
  - Степан Ефимов сын Чебыкин,
  - Иван Михаилов сын Чебыкин,
  - Киприян Степанов сын Чебыкин,
  - Роман Леонтьев сын Баев;
- из деревни Воротниковой:
  - Гордей Марков сын Русиновской;
- из деревни Портнягиной:
  - Григорий Ильин сын Зырянов;
- из деревни Бариной:
  - Павел Петров сын Оглоблин,
  - Петр Иванов сын Оглоблин,
  - вдова умершего Ивана Оглоблина жена Марья Кириллова дочь,
  - Иван Яковлев сын Зыбунов,
  - Влас Захаров сын Зыбунов,
  - Григорий Захаров сын Зыбунов;
- из деревни Коршуновой:
  - Андреян Семенов сын Коршунов.